# 解系

解系（3世紀—300年），字少連，濟南著縣人。西晉時期官員，為人清身潔己，亦不奉承當時極得寵的權貴荀勖等，於是當時很有聲譽。但最終在八王之亂期間被趙王司馬倫殺害。

## 生平
解系在西晉建立時獲封梁鄒侯。解系先被辟為公府掾，及後先後被任命為中書黃門侍郎，散騎常侍，豫州刺史，尚書。後出任雍州刺史、揚烈將軍、西戎校尉、假節。
元康元年（291年），趙王司馬倫初鎮關中，對氐羌兩族刑賞不公，管理不善之下激起其反抗，並於元康六年（296年）爆發了馬蘭羌和盧水胡的叛亂。當時司馬倫和解系爭掌軍事，並各自表奏。馮翊太守歐陽建亦上表揭發司馬倫的罪行，朝廷於是召回司馬倫，改以梁王司馬肜為征西將軍，與解系一同伐叛胡。同時解系亦主張殺死孫秀安撫羌氐族人，初時司馬肜亦同意，但孫秀因友人辛冉勸阻才得以免死。但解系及後被胡人擊敗，引發秦州和雍州的羌氐胡人叛變，並立氐人齊萬年為帝。在后来对齐万年的战斗中，解系与征西长史卢播不救战至弓箭已用完的建威将军周处，周处阵亡。解系連番兵敗後更遭司馬倫和孫秀屢次向朝廷進讒言，最終被免官。
永康元年（300年），趙王司馬倫推翻了以賈后賈南風為首的集團，並且專掌朝政。司馬倫更意圖篡位，為了先除去朝中有名望的大臣和一報宿怨，於是殺害解系、張華、裴頠等人。期間司馬肜曾意圖營救，被司馬倫堅決地拒絕，解系和弟弟解結以及其家眷都一同被殺害。
次年齊王司馬冏等起兵討伐篡位稱帝的司馬倫，並以裴頠和解系為冤首。司馬冏獲勝後即於次年追贈光祿大夫給解系，並且為他改葬和追加弔祭。

## 家庭

### 父親
- 解脩，曹魏琅邪太守、梁州刺史，考績在當時是全國第一。

### 兄弟
- 解結，解系弟，官至御史中丞，曾與兄長一同上請誅除孫秀，因而在後來與兄長一同被殺。
- 解育，解結弟，名氣比不上兩位兄長，曾任尚書郎、弘農太守等職，亦與兩位兄長一同被殺。

## 延伸阅读
[在维基数据编辑]
 《晉書·卷060》，出自房玄齡《晉書》